# Val·leriïta
La val·leriïta és un mineral de la classe dels sulfurs, que pertany i dona nom al grup de la val·leriïta. Rep el nom per Johan Gottschalk Vallerius, químic i mineralogista suec de la Universitat d'Uppsala, Suècia. Va ser la primera càtedra de química, medicina i farmàcia el 1750. Va tenir nombroses publicacions sobre temes químics, mineralògics i geològics.

## Característiques
La val·leriïta és un sulfur de fórmula química (Fe2+,Cu)₄(Mg,Al)₃S₄(OH,O)₆. Cristal·litza en el sistema hexagonal. La seva duresa a l'escala de Mohs es troba entre 1 i 1,5. Es pot confondre amb la mackinawita.
Segons la classificació de Nickel-Strunz, la val·leriïta pertany a «02.FD - Sulfurs d'arsènic amb O, OH, H₂O» juntament amb els següents minerals: quermesita, viaeneïta, erdita, coyoteïta, haapalaïta, yushkinita, tochilinita, wilhelmramsayita, vyalsovita i bazhenovita.

## Formació i jaciments
Va ser descoberta a la mina Aurora, situada a les mines de Kaveltorp, a la localitat de Kopparberg, a Västmanland, Suècia. Tot i no tractar-se d'una espècie gens comuna, es troba distribuïda per força indrets d'arreu del planeta.